# Heteropoda reinholdae
Heteropoda reinholdae là một loài nhện trong họ Sparassidae.
Loài này thuộc chi Heteropoda. Heteropoda reinholdae được Peter Jäger miêu tả năm 2008.